# Reao (Atoll)
Das Reao-Atoll, alter Name Clermont de Tonnerre oder Clermont Tonnerre, ist ein Atoll des Tuamotu-Archipels in Französisch-Polynesien gehört. Reao besteht aus einem langgestreckten Motu im Osten, an der Westküste wird die Lagune von etwa hundert sehr kleinen Motus vom Ozean abgeschirmt, die durch Sandbänke voneinander getrennt sind. Die Landfläche beträgt etwa 9 km², die der Lagune hingegen rund 34 km².
Das Atoll hat 360 Einwohner (Stand: 2007) und ist 1350 km von Tahiti entfernt. Die Insel wurde von dem Franzosen Louis Isidore Duperrey am 30. April 1823 entdeckt, der sie nach dem französischen Adelsgeschlecht Clermont-Tonnerre benannte. Zusammen mit dem rund 49 km westlich gelegenen Atoll Puka Rua bildet sie die Gemeinde Reao. Die Einwohner leben von der Subsistenzwirtschaft und der Kopraproduktion. Im Norden befindet sich ein kleiner Flughafen (IATA-Flughafencode: REA).